# Serie A 2024-2025 (rugby a 15 maschile)
La Serie A 2024-2025 fu il 90º campionato nazionale italiano maschile di seconda divisione di rugby a 15.
Si tenne dal 13 ottobre 2024 al 1º giugno 2025 tra 40 squadre ripartite in prima fase su 4 gironi da 10 squadre, il primo dei quali su base meritocratica e gli altri su base geografica.

## Formula
Il campionato si svolge in una fase a gironi e una a play-off:
- Fase a gironi. Le 40 squadre sono ripartite in 4 gironi: Gruppo 1, costruito per via meritocratica con le migliori squadre della Serie A dello scorso anno e Gruppo 2, tre gironi suddivisi su base territoriale. In tale fase le squadre si incontrano, in ogni girone, con la formula all'italiana in partita di andata e ritorno. Al termine di tale fase, le quattro squadre prime classificate della A1 e le prime di ciascun girone della A2 accedono ai playoff.
- Spareggio promozione. Le tre prime dei gironi di A2 si incontrano in gara di sola andata in un mini-girone per la promozione in A1. Se la squadra promossa in Serie A Élite è una delle prime classificate di A1, ad essere promosse sono le prime due classificate. Se la squadra promossa in Serie A Élite è una squadra di Serie A2, solo la prima sale in A1.
- Play-off. La prima classificata del girone di A1 passa direttamente alle semifinali. La seconda, la terza e la quarta della A1 giocheranno in trasferta un quarto di finale contro le prime dei gironi di A2 per accedere alle semifinali (andata e ritorno). Le vincenti del doppio turno di semifinale si affrontano nella Finale Promozione del 1 giugno (gara unica in campo neutro). La vincente della Finale viene dichiarata Campione d’Italia di Serie A maschile 2024/25 ed è promossa in Serie A Élite 2025-2026.
- Retrocessioni. Retrocedono in Serie B automaticamente le tre ultime classificate dei gironi di A2. Al temine della stagione regolare, le ultime due classificate del girone di A1 verranno declassate in A2.
- Play-out. Le tre none classificate di ciascun girone di A2, si incontrano in gara di sola andata in un mini-girone. La prima classificata al termine delle tre gare rimane in Serie A, le altre sono retrocesse in Serie B.

## Squadre partecipanti
| Girone 1                | Girone 2                       | Girone 3                            | Girone 4              |
| ----------------------- | ------------------------------ | ----------------------------------- | --------------------- |
| Avezzano                | Amatori Alghero                | Badia (Badia Polesine)              | L’Aquila              |
| Biella                  | Amatori&Union (Milano)         | Casale (Casale sul Sile)            | Civitavecchia         |
| Capitolina (Roma)       | Calvisano                      | Patavium (Rubano)                   | Livorno               |
| Cavalieri Union (Prato) | CUS Milano                     | Pesaro                              | Napoli Afragola       |
| CUS Torino              | Lecco                          | San Donà (S. Donà di Piave)         | Paganica (L'Aquila)   |
| Paese                   | Monferrato (Asti)              | Tarvisium (Treviso)                 | Primavera (Roma)      |
| Parabiago               | Noceto                         | Valpolicella (S. Pietro in Cariano) | Rugby Roma            |
| Petrarca A (Padova)     | Parma                          | Valsugana (Padova)                  | Romagna (Ravenna)     |
| Rugby Milano            | Piacenza                       | Viadana A                           | U.R. Firenze          |
| Verona                  | VII Rugby Torino (S. Torinese) | Villorba                            | Villa Pamphili (Roma) |

## Fase a gironi

### Girone 1
| 13-10-2024 | 1ª/10ª giornata           | 26-1-2025 |
| ---------- | ------------------------- | --------- |
| 29-17      | Capitolina – Cavalieri    | 22-30     |
| 31-25      | Verona – Rugby Milano     | 19-23     |
| 29-22      | Biella – Avezzano         | 31-32     |
| 37-13      | Paese – Petrarca A        | 25-21     |
| 28-22      | Parabiago – CUS Torino    | 28-17     |
|            |                           |           |
| 3-11-2024  | 4ª/13ª giornata           | 2-3-2025  |
| 29-30      | Cavalieri – Petrarca A    | 36-30     |
| 37-26      | Parabiago – Verona        | 26-21     |
| 34-34      | Biella – CUS Torino       | 27-7      |
| 26-34      | Avezzano – Paese          | 0-57      |
| 27-24      | Rugby Milano – Capitolina | 13-29     |
|            |                           |           |
| 8-12-2024  | 7ª/16ª giornata           | 29-3-2025 |
| 19-34      | Capitolina – Verona       | 24-21     |
| 33-26      | Paese – CUS Torino        | 21-23     |
| 17-19      | Rugby Milano – Avezzano   | 17-29     |
| 10-10      | Petrarca A – Biella       | 14-52     |
| 12-31      | Cavalieri – Parabiago     | 26-45     |

| 20-10-2024 | 2ª/11ª giornata           | 2-2-2025 |
| ---------- | ------------------------- | -------- |
| 25-31      | Cavalieri – Paese         | 5-24     |
| 29-39      | Avezzano – Capitolina     | 29-46    |
| 21-22      | Rugby Milano – CUS Torino | 15-38    |
| 31-20      | Parabiago – Biella        | 36-31    |
| 21-40      | Petrarca A – Verona       | 22-21    |
|            |                           |          |
| 17-11-2024 | 5ª/14ª giornata           | 9-3-2025 |
| 40-24      | Cavalieri – Rugby Milano  | 25-31    |
| 17-24      | Capitolina – Parabiago    | 14-20    |
| 50-40      | Petrarca A – Avezzano     | 3-38     |
| 26-30      | Verona – CUS Torino       | 41-7     |
| 24-45      | Paese – Biella            | 25-31    |
|            |                           |          |
| 22-12-2024 | 8ª/17ª giornata           | 5-4-2025 |
| 41-20      | Biella – Rugby Milano     | 5-8      |
| 54-19      | Parabiago – Avezzano      | 28-30    |
| 22-26      | CUS Torino – Cavalieri    | 17-17    |
| 23-26      | Capitolina – Petrarca A   | 21-21    |
| 24-13      | Verona – Paese            | 15-23    |

| 27-10-2024 | 3ª/12ª giornata           | 15-2-2025 |
| ---------- | ------------------------- | --------- |
| 15-31      | Cavalieri – Verona        | 22-42     |
| 5-29       | Capitolina – Biella       | 22-45     |
| 25-28      | Avezzano – CUS Torino     | 31-51     |
| 45-10      | Paese – Rugby Milano      | 39-24     |
| 15-14      | Petrarca A – Parabiago    | 22-44     |
|            |                           |           |
| 1-12-2024  | 6ª/15ª giornata           | 22-3-2025 |
| 28-14      | Biella – Verona           | 12-32     |
| 19-17      | Avezzano – Cavalieri      | 14-22     |
| 19-23      | Rugby Milano – Petrarca A | 10-48     |
| 31-17      | Parabiago – Paese         | 26-26     |
| 24-25      | CUS Torino – Capitolina   | 32-34     |
|            |                           |           |
| 19-1-2025  | 9ª/18ª giornata           | 27-4-2025 |
| 15-40      | Avezzano – Verona         | 31-71     |
| 15-26      | Cavalieri – Biella        | 28-48     |
| 19-14      | Paese – Capitolina        | 31-14     |
| 30-28      | Petrarca A – CUS Torino   | 15-40     |
| 18-26      | Rugby Milano – Parabiago  | 17-33     |

#### Classifica
| Pos | Squadra         | G  | V  | N | P  | PF  | PS  | DP   | BMP | Pt |
| --- | --------------- | -- | -- | - | -- | --- | --- | ---- | --- | -- |
| 1   | Parabiago       | 18 | 15 | 1 | 2  | 562 | 370 | +192 | 14  | 76 |
| 2   | Biella          | 18 | 11 | 2 | 5  | 544 | 379 | +165 | 16  | 64 |
| 3   | Paese           | 18 | 12 | 1 | 5  | 524 | 373 | +151 | 12  | 62 |
| 4   | Verona          | 18 | 10 | 0 | 8  | 549 | 393 | +156 | 15  | 55 |
| 5   | CUS Torino      | 18 | 7  | 2 | 9  | 468 | 477 | −9   | 12  | 44 |
| 6   | Petrarca A      | 18 | 8  | 2 | 8  | 414 | 527 | −113 | 8   | 44 |
| 7   | Capitolina      | 18 | 7  | 1 | 10 | 421 | 471 | −50  | 10  | 40 |
| 8   | Avezzano        | 18 | 6  | 0 | 12 | 448 | 634 | −186 | 10  | 34 |
| 9   | Cavalieri Union | 18 | 5  | 1 | 12 | 407 | 516 | −109 | 10  | 32 |
| 10  | Rugby Milano    | 18 | 4  | 0 | 14 | 339 | 536 | −197 | 6   | 22 |

### Girone 2
| 13-10-2024 | 1ª/10ª giornata         | 26-1-2025 |
| ---------- | ----------------------- | --------- |
| 26-34      | A&U Milano – Piacenza   | 23-36     |
| 24-35      | Monferrato – Lecco      | 13-26     |
| 20-26      | CUS Milano – Parma      | 24-24     |
| 36-7       | Calvisano – Alghero     | 23-32     |
| 21-13      | Settimo – Noceto        | 12-22     |
|            |                         |           |
| 3-11-2024  | 4ª/13ª giornata         | 2-3-2025  |
| 28-15      | Alghero – A&U Milano    | 37-31     |
| 23-33      | Lecco – CUS Milano      | 19-21     |
| 16-7       | Noceto – Piacenza       | 10-14     |
| 66-24      | Parma – Monferrato      | 33-17     |
| 8-12       | Settimo – Calvisano     | 8-24      |
|            |                         |           |
| 8-12-2024  | 7ª/16ª giornata         | 29-3-2025 |
| 26-15      | Noceto – Parma          | 29-17     |
| 13-31      | Lecco – Alghero         | 17-31     |
| 3-36       | Monferrato – Calvisano  | 5-42      |
| 25-23      | CUS Milano – A&U Milano | 26-26     |
| 17-22      | Piacenza – Settimo      | 22-44     |

| 20-10-2024 | 2ª/11ª giornata        | 2-2-2025 |
| ---------- | ---------------------- | -------- |
| 10-11      | Alghero – Settimo      | 34-38    |
| 13-38      | Lecco – Calvisano      | 3-33     |
| 27-21      | Piacenza – CUS Milano  | 26-36    |
| 35-6       | Noceto – Monferrato    | 27-7     |
| 29-22      | Parma – A&U Milano     | 22-38    |
|            |                        |          |
| 17-11-2024 | 5ª/14ª giornata        | 9-3-2025 |
| 47-22      | Calvisano – A&U Milano | 38-13    |
| 35-19      | Noceto – Lecco         | 23-8     |
| 24-20      | CUS Milano – Alghero   | 10-31    |
| 14-46      | Monferrato – Settimo   | 14-36    |
| 19-40      | Piacenza – Parma       | 15-42    |
|            |                        |          |
| 22-12-2024 | 8ª/17ª giornata        | 5-4-2025 |
| 21-7       | Settimo – Lecco        | 45-5     |
| 18-37      | Monferrato – Piacenza  | 7-24     |
| 37-28      | Alghero – Parma        | 14-17    |
| 10-17      | A&U Milano – Noceto    | 18-21    |
| 13-11      | Calvisano – CUS Milano | 22-0     |

| 27-10-2024 | 3ª/12ª giornata         | 15-2-2025 |
| ---------- | ----------------------- | --------- |
| 28-32      | A&U Milano – Settimo    | 7-28      |
| 7-40       | Monferrato – Alghero    | 17-36     |
| 28-29      | CUS Milano – Noceto     | 20-24     |
| 17-14      | Piacenza – Lecco        | 21-15     |
| 39-17      | Calvisano – Parma       | 38-30     |
|            |                         |           |
| 1-12-2024  | 6ª/15ª giornata         | 22-3-2025 |
| 36-31      | Calvisano – Noceto      | 27-11     |
| 30-28      | Alghero – Piacenza      | 12-28     |
| 41-7       | A&U Milano – Monferrato | 28-18     |
| 40-22      | Parma – Lecco           | 14-13     |
| 28-19      | Settimo – CUS Milano    | 27-10     |
|            |                         |           |
| 19-1-2025  | 9ª/18ª giornata         | 27-4-2025 |
| 22-29      | Noceto – Alghero        | 0-0       |
| 21-28      | Lecco – A&U Milano      | 28-41     |
| 57-14      | CUS Milano – Monferrato | 43-7      |
| 13-25      | Piacenza – Calvisano    | 22-34     |
| 24-30      | Parma – Settimo         | 15-52     |

#### Classifica
| Pos | Squadra          | G  | V  | N | P  | PF  | PS  | DP   | BMP | Pt |
| --- | ---------------- | -- | -- | - | -- | --- | --- | ---- | --- | -- |
| 1   | Calvisano        | 18 | 17 | 0 | 1  | 563 | 249 | +314 | 10  | 78 |
| 2   | VII Rugby Torino | 18 | 15 | 0 | 3  | 509 | 297 | +212 | 11  | 71 |
| 3   | Amatori Alghero  | 17 | 11 | 0 | 6  | 459 | 365 | +94  | 14  | 58 |
| 4   | Noceto           | 17 | 12 | 0 | 5  | 391 | 294 | +97  | 8   | 56 |
| 5   | Parma            | 18 | 9  | 1 | 8  | 499 | 479 | +20  | 12  | 50 |
| 6   | Piacenza         | 18 | 9  | 0 | 9  | 407 | 435 | −28  | 8   | 44 |
| 7   | CUS Milano       | 18 | 7  | 2 | 9  | 428 | 409 | +19  | 10  | 42 |
| 8   | Amatori&Union    | 18 | 5  | 1 | 12 | 440 | 494 | −54  | 14  | 36 |
| 9   | Lecco            | 18 | 2  | 0 | 16 | 301 | 509 | −208 | 9   | 17 |
| 10  | Monferrato       | 18 | 0  | 0 | 18 | 222 | 688 | −466 | 1   | 1  |

### Girone 3
| 13-10-2024 | 1ª/10ª giornata          | 26-1-2025 |
| ---------- | ------------------------ | --------- |
| 23-24      | Pesaro – Casale          | 21-16     |
| 31-28      | Villorba – Badia         | 35-15     |
| 22-35      | Patavium – Tarvisium     | 0-27      |
| 41-31      | Viadana A – Valpolicella | 15-17     |
| 17-12      | Valsugana – San Donà     | 37-15     |
|            |                          |           |
| 3-11-2024  | 4ª/13ª giornata          | 2-3-2025  |
| 21-18      | San Donà – Pesaro        | 28-29     |
| 34-31      | Badia – Patavium         | 17-20     |
| 31-32      | Casale – Valsugana       | 31-27     |
| 32-42      | Valpolicella – Tarvisium | 17-33     |
| 50-31      | Viadana A – Villorba     | 53-17     |
|            |                          |           |
| 8-12-2024  | 7ª/16ª giornata          | 29-3-2025 |
| 13-10      | Pesaro – Villorba        | 26-20     |
| 19-29      | Tarvisium – Viadana A    | 10-21     |
| 22-15      | Casale – Badia           | 29-35     |
| 26-17      | Valpolicella – San Donà  | 17-20     |
| 20-0       | Valsugana – Patavium     | 28-16     |

| 20-10-2024 | 2ª/11ª giornata         | 2-2-2025 |
| ---------- | ----------------------- | -------- |
| 24-12      | San Donà – Patavium     | 11-18    |
| 13-31      | Badia – Viadana A       | 22-45    |
| 17-18      | Tarvisium – Valsugana   | 24-46    |
| 21-35      | Casale – Villorba       | 20-26    |
| 31-24      | Valpolicella – Pesaro   | 10-34    |
|            |                         |          |
| 17-11-2024 | 5ª/14ª giornata         | 9-3-2025 |
| 46-13      | Villorba – Patavium     | 42-43    |
| 30-15      | Valsugana – Badia       | 25-20    |
| 22-10      | Pesaro – Viadana A      | 18-16    |
| 38-20      | Tarvisium – San Donà    | 35-12    |
| 32-17      | Valpolicella – Casale   | 15-8     |
|            |                         |          |
| 22-12-2024 | 8ª/17ª giornata         | 5-4-2025 |
| 33-24      | Viadana A – Casale      | 28-24    |
| 25-5       | Pesaro – Tarvisium      | 34-7     |
| 30-23      | Villorba – Valsugana    | 0-32     |
| 23-38      | Patavium – Valpolicella | 21-27    |
| 33-22      | Badia – San Donà        | 29-27    |

| 27-10-2024 | 3ª/12ª giornata          | 15-2-2025 |
| ---------- | ------------------------ | --------- |
| 24-27      | Villorba – San Donà      | 12-34     |
| 14-15      | Valsugana – Valpolicella | 14-30     |
| 38-12      | Pesaro – Rugby Badia     | 29-18     |
| 12-13      | Patavium – Viadana A     | 18-34     |
| 21-22      | Tarvisium – Casale       | 28-24     |
|            |                          |           |
| 1-12-2024  | 6ª/15ª giornata          | 22-3-2025 |
| 14-17      | Viadana A – Valsugana    | 27-34     |
| 24-32      | San Donà – Casale        | 10-30     |
| 26-15      | Villorba – Valpolicella  | 26-24     |
| 26-31      | Patavium – Pesaro        | 23-28     |
| 36-24      | Badia – Tarvisium        | 7-17      |
|            |                          |           |
| 19-1-2025  | 9ª/18ª giornata          | 27-4-2025 |
| 21-24      | San Donà – Viadana A     | 20-29     |
| 15-28      | Tarvisium – Villorba     | 28-44     |
| 29-13      | Casale – Patavium        | 19-21     |
| 12-7       | Valpolicella – Badia     | 27-31     |
| 24-13      | Valsugana – Pesaro       | 32-26     |

#### Classifica
| Pos | Squadra      | G  | V  | N | P  | PF  | PS  | DP   | BMP | Pt |
| --- | ------------ | -- | -- | - | -- | --- | --- | ---- | --- | -- |
| 1   | Valsugana    | 18 | 14 | 0 | 4  | 470 | 336 | +134 | 14  | 70 |
| 2   | Viadana A    | 18 | 13 | 0 | 5  | 513 | 370 | +143 | 15  | 67 |
| 3   | Pesaro       | 18 | 13 | 0 | 5  | 452 | 333 | +119 | 12  | 64 |
| 4   | Villorba     | 18 | 10 | 0 | 8  | 483 | 480 | +3   | 15  | 55 |
| 5   | Valpolicella | 18 | 10 | 0 | 8  | 416 | 413 | +3   | 11  | 51 |
| 6   | Tarvisium    | 18 | 8  | 0 | 10 | 425 | 437 | −12  | 12  | 44 |
| 7   | Casale       | 18 | 7  | 0 | 11 | 423 | 439 | −16  | 15  | 43 |
| 8   | Badia        | 18 | 6  | 0 | 12 | 386 | 495 | −109 | 12  | 36 |
| 9   | San Donà     | 18 | 5  | 0 | 13 | 365 | 459 | −94  | 8   | 28 |
| 10  | Patavium     | 18 | 4  | 0 | 14 | 332 | 503 | −171 | 7   | 23 |

### Girone 4
| 13-10-2024 | 1ª/10ª giornata           | 26-1-2025 |
| ---------- | ------------------------- | --------- |
| 29-27      | Napoli A. – Romagna       | 19-39     |
| 31-33      | L'Aquila – Civitavecchia  | 18-14     |
| 30-16      | Rugby Roma – Livorno      | 14-37     |
| 27-18      | UR Firenze – Primavera    | 34-26     |
| 25-34      | V. Pamphili – Paganica    | 10-26     |
|            |                           |           |
| 3-11-2024  | 4ª/13ª giornata           | 2-3-2025  |
| 33-20      | Civitavecchia – Romagna   | 10-29     |
| 56-14      | Livorno – L'Aquila        | 17-14     |
| 20-38      | Paganica – UR Firenze     | 18-33     |
| 41-16      | Primavera – V. Pamphili   | 38-13     |
| 38-12      | Rugby Roma – Napoli A.    | 34-12     |
|            |                           |           |
| 8-12-2024  | 7ª/16ª giornata           | 29-3-2025 |
| 37-20      | Romagna – Rugby Roma      | 26-28     |
| 35-16      | Civitavecchia – Primavera | 29-21     |
| 30-24      | L'Aquila – UR Firenze     | 21-33     |
| 41-5       | Livorno – Paganica        | 19-16     |
| 15-20      | V. Pamphili – Napoli A.   | 26-45     |

| 20-10-2024 | 2ª/11ª giornata            | 2-2-2025 |
| ---------- | -------------------------- | -------- |
| 57-18      | Romagna – L'Aquila         | 31-32    |
| 27-33      | Civitavecchia – UR Firenze | 17-29    |
| 87-0       | Livorno – V. Pamphili      | 48-7     |
| 8-31       | Paganica – Rugby Roma      | 21-30    |
| 23-17      | Primavera – Napoli A.      | 19-27    |
|            |                            |          |
| 17-11-2024 | 5ª/14ª giornata            | 9-3-2025 |
| 27-14      | L'Aquila – Paganica        | 19-37    |
| 40-14      | Livorno – Civitavecchia    | 61-11    |
| 53-12      | Romagna – Primavera        | 33-17    |
| 21-0       | UR Firenze – Napoli A.     | 22-16    |
| 17-52      | V. Pamphili – Rugby Roma   | 14-64    |
|            |                            |          |
| 22-12-2024 | 8ª/17ª giornata            | 5-4-2025 |
| 20-40      | Napoli A. – Livorno        | 6-32     |
| 30-31      | Paganica – Civitavecchia   | 16-22    |
| 31-12      | Rugby Roma – Primavera     | 20-23    |
| 14-14      | UR Firenze – Romagna       | 7-22     |
| 5-41       | V. Pamphili – L'Aquila     | 5-48     |

| 27-10-2024 | 3ª/12ª giornata             | 15-2-2025 |
| ---------- | --------------------------- | --------- |
| 12-24      | Napoli A. – Paganica        | 24-29     |
| 23-21      | L'Aquila – Primavera        | 21-22     |
| 20-26      | Romagna – Livorno           | 26-49     |
| 35-24      | UR Firenze – Rugby Roma     | 14-41     |
| 6-47       | V. Pamphili – Civitavecchia | 15-61     |
|            |                             |           |
| 1-12-2024  | 6ª/15ª giornata             | 22-3-2025 |
| 23-18      | Napoli A. – Civitavecchia   | 8-19      |
| 11-30      | Paganica – Romagna          | 29-35     |
| 19-61      | Primavera – Livorno         | 5-56      |
| 40-23      | Rugby Roma – L'Aquila       | 29-27     |
| 91-12      | UR Firenze – V. Pamphili    | 24-19     |
|            |                             |           |
| 19-1-2025  | 9ª/18ª giornata             | 27-4-2025 |
| 6-24       | Civitavecchia – Rugby Roma  | 7-36      |
| 20-15      | L'Aquila – Napoli A.        | 14-47     |
| 26-10      | Livorno – UR Firenze        | 22-19     |
| 23-23      | Primavera – Paganica        | 13-34     |
| 28-0       | Romagna – V. Pamphili       | 89-31     |

#### Classifica
| Pos | Squadra           | G  | V  | N | P  | PF  | PS  | DP   | BMP | Pt |
| --- | ----------------- | -- | -- | - | -- | --- | --- | ---- | --- | -- |
| 1   | Livorno           | 18 | 17 | 0 | 1  | 734 | 250 | +484 | 14  | 82 |
| 2   | Rugby Roma        | 18 | 14 | 0 | 4  | 586 | 347 | +239 | 12  | 68 |
| 3   | Romagna           | 18 | 11 | 1 | 6  | 616 | 385 | +231 | 16  | 62 |
| 4   | U.R. Firenze      | 18 | 12 | 1 | 5  | 508 | 373 | +135 | 9   | 59 |
| 5   | Civitavecchia     | 18 | 9  | 0 | 9  | 434 | 456 | −22  | 10  | 46 |
| 6   | LA Rugby L’Aquila | 18 | 8  | 0 | 10 | 441 | 500 | −59  | 9   | 41 |
| 7   | Paganica          | 18 | 6  | 1 | 11 | 395 | 463 | −68  | 10  | 36 |
| 8   | Napoli Afragola   | 18 | 6  | 0 | 12 | 340 | 451 | −111 | 7   | 31 |
| 9   | Primavera         | 18 | 5  | 1 | 12 | 369 | 553 | −184 | 3   | 25 |
| 10  | Villa Pamphili    | 18 | 0  | 0 | 18 | 227 | 872 | −645 | −1  | −1 |

## Play-out
| Arbitro: | M. Locatelli (Bergamo) |

|                          |      |                                   |
| Messa 7’ Meisner 16’     | mt   | 4’ Bressan 13’ Barbieri 49’ Sturz |
| Pellegrino 7’, 16’       | tr   | 4’, 13’ Bressan                   |
| Pellegrino 43’, 63’, 74’ | c.p. | 40’ Bressan                       |

| Arbitro: | M. Baldazza (Forlì) |

|                                                       |      |            |
| Lunardelli 8’ Bressan 38’, 58’ Burato 50’ Griguol 76’ | mt   | 69’ Zorzi  |
| Bressan 8’, 38’, 50’, 58’                             | tr   |            |
| Bressan 23’, 66’                                      | c.p. | 4’ Palombi |

| Arbitro: | L. Bisetto (Treviso) |

|                 |      |                            |
| Alessi 12’ ? ?’ | mt   | 32’, 50’ Rusconi 44’ Mauri |
| ? 12’, ?’       | tr   | 32’, 44’, 50’ Pellegrino   |
|                 | c.p. | 25’ Pellegrino             |

### Classifica
| Pos | Squadra   | G | V | N | P | PF | PS | DP  | BMP | Pt |
| --- | --------- | - | - | - | - | -- | -- | --- | --- | -- |
| 1   | Lecco     | 2 | 2 | 0 | 0 | 47 | 34 | +13 | 1   | 9  |
| 2   | San Donà  | 2 | 1 | 0 | 1 | 61 | 31 | +30 | 2   | 6  |
| 3   | Primavera | 2 | 0 | 0 | 2 | 20 | 63 | −43 | 0   | 0  |

## Spareggio promozione
| Arbitro: | F. Vinci (Rovigo) |

|                                                |      |                                |
| Berardi 14’ Romei 34’ Cristini 60’ Zanetti 79’ | mt   | 7’ Girardi 55’ Pintonello      |
| Bruniera 34’, 60’, 79’                         | tr   | 7’ Frutos                      |
| Bruniera 40’                                   | c.p. | 27’, 30’, 38’, 67’, 73’ Frutos |

| Arbitro: | L. Sacchetto (Rovigo) |

|                                            |      |                                                       |
| Mannelli 20’, 61’ Del Bono 34’ Brasini 50’ | mt   | 31’ Gustinelli 55’ Pasquali 69’ Regonaschi 74’Zanetti |
| Del Bono 20’, 34’, 50’, 61’                | tr   | 31’, 55’, 69’, 74’ Bruniera                           |
| Del Bono 66’, 72’, 79’                     | c.p. | 4’, 46’, 80’ Bruniera                                 |

| Arbitro: | L. Pedezzi (Brescia) |

|                                                    |      |                              |
| Citton 50’ Elardo 52’ Granzotto 59’ Pintorello 67’ | mt   | 20’, 40’ Mannelli 47’ Casini |
| Frutos 50’, 52’, 59’, 67’                          | tr   | 40’ Del Bono                 |
| Frutos 14’, 17’                                    | c.p. |                              |

### Classifica
| Pos | Squadra   | G | V | N | P | PF | PS | DP  | BMP | Pt |
| --- | --------- | - | - | - | - | -- | -- | --- | --- | -- |
| 1   | Calvisano | 2 | 1 | 1 | 0 | 66 | 64 | +2  | 2   | 8  |
| 2   | Valsugana | 2 | 1 | 0 | 1 | 61 | 46 | +15 | 2   | 6  |
| 3   | Livorno   | 2 | 0 | 1 | 1 | 54 | 71 | −17 | 1   | 3  |

## Play-off
|  | Quarti di finale | Quarti di finale | Quarti di finale |  |  | Semifinali | Semifinali | Semifinali | Semifinali |    |  | Finale    | Finale    | Finale |  |
|  |                  |                  |                  |  |  |            |            |            |            |    |  |           |           |        |  |
|  | Valsugana        | Valsugana        | 14               |  |  |            |            |            |            |    |  |           |           |        |  |
|  | Biella           | Biella           | 24               |  |  | Paese      | Paese      | 29         | 19         |    |  |           |           |        |  |
|  | Calvisano        | Calvisano        | 25               |  |  | Biella     | Biella     | 20         | 36         |    |  |           |           |        |  |
|  | Paese            | Paese            | 28               |  |  |            |            |            |            |    |  | Parabiago | Parabiago | 17     |  |
|  | Livorno          | Livorno          | 9                |  |  |            |            | Biella     | Biella     | 19 |  |           |           |        |  |
|  | Verona           | Verona           | 24               |  |  | Verona     | Verona     | 31         | 22         |    |  |           |           |        |  |
|  |                  |                  |                  |  |  | Parabiago  | Parabiago  | 28         | 31         |    |  |           |           |        |  |
|  |                  |                  |                  |  |  |            |            |            |            |    |  |           |           |        |  |

### Quarti di finale
| Arbitro: | G. Chirnoaga (Roma) |

|                 |      |                                    |
| Destro 73’, 78’ | mt   | 11’ Vezzoli 40’ Scatigna 75’ Morel |
| Frutos 73’, 78’ | tr   | 11’, 40’, 75’ Price                |
|                 | c.p. | 49’ Price                          |

| Arbitro: | C. Marrazzo (Viterbo) |

|                                       |      |                                                |
| Zanetti 7’                            | mt   | 11’ Coletto 29’ Miranda 71’ Moretti Calanchini |
| Bruniera 7’                           | tr   | 11’ Coletto 71’ Albornoz                       |
| Bruniera 26’, 35’, 37’, 60’, 64’, 75’ | c.p. | 24’, 48’Coletto 80’ Albornoz                   |

| Arbitro: | L. Bruno (Udine) |

|                        |      |                           |
|                        | mt   | 56’ Bezzolato 80’ Dowd    |
|                        | tr   | 56’ Venter                |
| Del Bono 12’, 38’, 43’ | c.p. | 26’, 46’, 70’, 75’ Venter |

### Semifinali
| Arbitro: | C. Parisi (Catania) |

|                                        |      |                         |
| Padoan 4’, 40’ tecnica 73’ Malossi 79’ | mt   | 13’ Gilligan 31’ Lipera |
| Albornoz 40’, 79’                      | tr   | 13’, 31’ Price          |
| Albornoz 29’                           | c.p. | 16’, 23’ Price          |

| Arbitro: | F. Taggi (Roma) |

|                                       |      |                                             |
| Redondi 19’ Franchini 40’ Belloni 75’ | mt   | 37’ Grassi 43’, 75’ Cornejo 64’ Silva Soria |
| Venter 19’, 75’                       | tr   | 37’, 43’, 64’, 75’ Silva Soria              |
| Venter 6’, 16’, 56’, 66’              | c.p. |                                             |

| Arbitro: | F. Vinci (Rovigo) |

|                                                                                 |    |                                  |
| Ventresca 11’ De Biaggio 20’ Grosso 31’ Morel 48’ Gilligan 62’ Foglio Bonda 78’ | mt | 40’ Artico 67’, 80’ Franceschini |
| Price 31’, 62’, 78’                                                             | tr | 40’, 67’ Pippo                   |

| Arbitro: | R. Bonato (Padova) |

|                                      |      |                              |
| Antonini 11’, 52’ Cronje 25’ Paz 59’ | mt   | 70’ Dowd                     |
| Silva Soria 11’                      | tr   | 70’ Venter                   |
| Silva Soria 2’, 65’, 72’             | c.p. | 1’, 4’, 21’, 41’, 45’ Venter |

### Finale
| Arbitro: | M. Locatelli (Bergamo) |

| |              | |
| Cornejo 13’ Paz 16’ | mt           | 21’, 57’ Price 77’ Nastaro |
| Silva Soria 13’, 16’ | tr           | 21’, 57’ Price |
| Silva Soria 47’ | c.p.         | |
| · Cortellazzi · 74’ Coffaro · 55’ Moioli · 43’ Paz · Hala · Silva Soria · 9’ Zanotti · Cronje · 51’ Messori · Mugnaini · Toninelli · Caila · 44’ Castellano · Cornejo · Antonini | Formazioni   | · Ventresca · Foglio Bonda · Gilligan · Grosso · Nastaro 65’ · Price · Loro 74’ · Vezzoli · Righi M. 60’ · Ledesma · Righi F. 54’ · De Biaggio 70’ · Lipera 59’ · Scatigna 74’ · De Lise 59’ |
| · 43’ Sala · 44’ Ceciliani · 51’ Bertoni · 55’ Grassi · 74’ Schlecht | Sostituzioni | · Protto 54’ · Vecchia 59’ · Vaglio Moien 59’ · Mondin 60’ · Travaglini 65’ · Besso 74’ · Casiraghi 74’                                                                                      |
| Daniele Porrino | Allenatori   | Alberto Benettin |

## Verdetti
- Biella: promossa in Serie A Élite 2025-26
- Calvisano e Valsugana: promosse in Serie A1
- Cavalieri Union e Rugby Milano: retrocesse in Serie A2.
- Monferrato, Patavium, Villa Pamphili, San Donà e Primavera: retrocesse in Serie B.